# 8299 Téaleoni
8299 Téaleoni è un asteroide della fascia principale. Scoperto nel 1993, presenta un'orbita caratterizzata da un semiasse maggiore pari a 2,1856643 UA e da un'eccentricità di 0,1135976, inclinata di 4,46009° rispetto all'eclittica.
Il suo nome è dedicato all'attrice statunitense Téa Leoni.